# Döbeln Hauptbahnhof
Döbeln Hauptbahnhof – stacja kolejowa w Döbeln, w kraju związkowym Saksonia, w Niemczech. Znajdują się tu 4 perony.